# Monte Renoso
El Mont Renoso (2 352m) (Monte Rinosu en cors) és el punt culminant del massís del Renoso, ocupant la regió entre els colls de Vizzavona i de Verde. És juntament amb el mont Cinto, el mont Rotondo, el mont d'Oro i l'Incudine un dels cinc punts més alts de Còrsega.
Es troba al sud del mont Rotondo (2 622 m) i del mont d'Oro (2 389 m) i al nord del mont Incudine (2 134 m). La ruta més emprada per arribar al seu cim comença al Refugi de l'estació d'esquí de Campanelle (1 586 m). Sortint del poble de Ghisoni (635 m), se segueix uns 6-7 km en direcció al col de Verde moment en què es pren el desviament a la dreta cap a l'estació d'esquí que es troba a uns 11 km. Superant un desnivell de 682 m es passa pel Lac de Bastani (2 089 m) i s'arriba al cim després de vora 3 hores.
Des d'aquest massís es pot gaudir de la vista de diversos llacs d'alta muntanya: el Lac de Bastani, el Lacs de Rina, el Lac de Nieluccio, el Lac de Bracca i el Lac de Vitalacca.